# 유도발
류도발(柳道發, 1832년 ~ 1910년)은 조선과 대한제국의 학자이자 농업인이다. 본관은 풍산이며 서애 류성룡과 그의 둘째아들 류단의 후손이다. 1910년 대한제국이 일제에 의해 국권피탈(한일합병)되자 단식으로 자결하였다. 이를 자정순국이라 한다. 아들 류신영은 3.1운동 이후 자결하였다. 해방 후 1962년 건국훈장 독립장이 추서되었다.